# Jim Burroughs
Jim Burroughs (* 1942) ist ein US-amerikanischer Filmregisseur und -produzent, der hauptsächlich Dokumentarfilme dreht.

## Leben
Burroughs ist ein Absolvent der USC School of Cinematic Arts und studierte Internationale Beziehungen an der School of Foreign Service der Georgetown University. Er war als Fernsehproduzent für PBS, ABC, A&E und Channel 4 UK tätig. Seine Arbeit als Dokumentarfilmer ist mit häufigen Reisen in verschiedene Länder verbunden. 
Burroughs heiratete die Filmschaffende Suzanne Bauman, mit der zusammen er das Unternehmen Seven League Productions führte. Zu ihren gemeinsamen Produktionen gehört Against Wind and Tide: A Cuban Odyssey (1981), eine Dokumentation über die Mariel-Bootskrise, die von PBS ausgestrahlt wurde und auf verschiedenen Filmfestivals lief. Für diesen Film wurde Bauman zusammen mit Burroughs und Paul Neshamkin bei der Oscarverleihung 1982 in der Kategorie Bester Dokumentarfilm nominiert. Weitere Kooperationen der Eheleute folgten wie The Eighteenth Century Woman (1982), La Belle Epoque (1983) und Cuba in the Shadow of Doubt (1986). 
Von 1996 bis 1998 erschien die von Burroughs produzierte 26-teilige Doku-Serie Quest (Origins of Our/Modern Beliefs), welche sich mit verschiedenen Religionen und Kulturen der Welt beschäftigt. Die ca. 50 Minuten langen Episoden thematisieren unter anderem die Suche nach biblischen Artefakten wie nach der Bundeslade in Israel (Search for the Ark of the Covenant), Kannibalismus in Papua-Neuguinea (Last of the Stone Agers) und Anhänger der Lacandron-Sekte als Nachfahren der Maya-Kultur (Lost World of the Maya).
Eine erneute Zusammenarbeit von Bauman und Burroughs war Shadow of Afghanistan, eine abendfüllende Dokumentation über die Geschichte Afghanistans. Die Idee zu dem Film entstand 1986, als Burroughs Flüchtlingslager an der pakistanisch-afghanischen Grenze filmte und dort den afghanischen Stammesführer Wakil Akbarzai kennenlernte. Dieser führte ihn zu verschiedenen Orten seines Heimatlandes und übernahm eine wesentliche Rolle in Shadow of Afghanistan. In den darauffolgenden Jahren reisten Burroughs und Co-Produzent Dan Devaney 18-mal nach Afghanistan, teilweise unter gefährlichen Umständen. Die Fertigstellung des Films nahm rund 20 Jahre in Anspruch, unter anderem da die Finanzierung Probleme bereitete. 2006 feierte Shadow of Afghanistan seine Premiere auf dem Tribeca Film Festival. Auch auf dem International Documentary Film Festival Amsterdam wurde der Film gezeigt. In dem 2007 erschienenen Buch Blood On The Lens: A Filmmaker’s Quest for Truth in Afghanistan verarbeitete Burroughs seine Erfahrungen während der Dreharbeiten.  
In der Dokumentation Water Wars (2009) greifen Bauman und Burroughs weltweite Probleme um die Ressource Wasser auf, wie Überflutungen und Dürren in Bangladesch, Dammbau in Indien und die durch Hurrikan Katrina ausgelöste Naturkatastrophe in den USA. Dieser Film wurde auf dem Universe Multicultural Film Festival als beste Dokumentation ausgezeichnet.
Burroughs ist gelegentlich auch als Komponist von Filmmusik tätig, so schrieb er unter anderem den Titelsong von Shadow of Afghanistan. Er lebt in der Nähe von Los Angeles.

## Filmografie (Auswahl)
- 1971: One Turkey, Two Turkey (Kurzfilm)
- 1971: County Fair (Dokumentar-Kurzfilm)
- 1981: Against Wind and Tide: A Cuban Odyssey (Dokumentarfilm)
- 1982: The Eighteenth Century Woman (TV-Dokumentarfilm)
- 1983: La Belle Epoque (1890–1914) (Dokumentarfilm)
- 1986: Cuba: In the Shadow of Doubt (Dokumentarfilm)
- 1997: Quest: Israel – Search for the Ark of the Covenant (TV-Dokumentar-Serie)
- 1997: Quest: Lost World of the Maya (TV-Dokumentar-Serie)
- 1997: Quest: Last of the Stone Agers (TV-Dokumentar-Serie)
- 1997: Quest: Way of the Warriors (TV-Dokumentar-Serie)
- 1997: Quest: The Roof of Africa (TV-Dokumentar-Serie)
- 2006: Shadow of Afghanistan (Dokumentarfilm)
- 2009: Water Wars (Dokumentarfilm)
- 2010: Bed & Blessings (Kurzfilm)

## Publikationen
- Blood On The Lens: A Filmmaker’s Quest for Truth in Afghanistan. Potomac Books, Washington, DC, 2007, ISBN 978-1-59797-124-9.